# María Jesús San Segundo
María Jesús San Segundo Gómez de Cadiñanos (Valladolid, 25 de março de 1958 - Madrid, 17 de dezembro de 2010) foi uma economista, professora e política espanhola, que atuou como ministra da Educação e Ciência da Espanha no período de 18 de agosto de 2004 a 11 de abril de 2006.

## Biografia
Maria Jesus San Segundo estudou em Burgos e, em 1980, formou-se em Economia na Universidade do País Basco, com o Prêmio Nacional de Pesquisa. Em 1982, completou um mestrado em economia pela Universidade de Princeton, (Estados Unidos) e, em 1985, conclui Ph.D. em Economia, com uma tese intitulada  "Empirical Studies of Quality of Schooling" (Estudos empíricos de qualidade do ensino).
Foi colaboradora do Centro de Formação do Banco da Espanha, entre 1982 e 1984. e professora de Economia da Universidade do País Basco e da Universidade Carlos III, em Madrid. Entre 1994 e 1996, foi assessora do secretário de Estado de Universidades e Investigação. De 2000 a janeiro de 2004, assumiu a reitoria na Universidade Carlos III.
Em 2002, foi nomeada membro do Conselho de Coordenação do Congresso dos Deputados, uma proposta do Partido Socialista Operário Espanhol (PSOE), e em janeiro de 2004 foi nomeada para o comitê consultivo para o candidato a primeiro-ministro, José Luis Rodríguez Zapatero, com um mandato para ajudar a projetar o modelo do futuro governo socialista, no seu código de ética e de prioridades.
Após as eleições gerais de 2004, San Segundo foi nomeada Ministra da Educação e Ciência. Durante esta fase concentrou seus esforços em duas grandes reformas educacionais, a Lei da Educação (LOE), aprovado na Câmara dos Deputados em 6 de abril de 2006, bem como a alteração parcial da Lei Orgânica das Universidades (LOU). 
Em 7 de abril de 2006, anunciou a sua substituição por Mercedes Cabrera do cargo por causa da remodelação do Governo após a renúncia de José Bono. 
Maria Jesus San Segundo foi também vice-presidente da Associação de Economia da Educação (SAFE), membro do Comitê Executivo da Rede Europeia de acesso e um membro do Advisory Committee for the Centre for Research in Lifelong Learning (Comité Consultivo para o Centro de Investigação em Aprendizagem ao Longo da Vida) - (Reino Unido). Fazia parte do Conselho Consultivo da Revista de ampliar a participação das Finanças Públicas espanhola.
Ela foi autora de várias publicações e numerosos artigos sobre economia da educação, financiamento da educação, a avaliação do sistema de ensino, desempenho acadêmico, a igualdade de oportunidades e acesso à educação, entre outros.
Ao deixar o Governo da Espanha, Maria Jesus San Segundo foi nomeada embaixadora Representante Permanente da Espanha junto da UNESCO, cargo político que exerceu até 16 de novembro de 2010.
Morreu em Madrid em 17 de dezembro de 2010, aos 52 anos de idade.